# Списак председника Хрватског сабора
Списак председника Хрватског сабора обухвата списак председника парламента Демократске Федералне Хрватске (1945—1946), Народне Републике Хрватске (1946—1963), Социјалистичке Републике Хрватске (1963—1990) и Републике Хрватске од 1945. до данас.

## У време Југославије
| Број                  | Председник парламента | Председник парламента | Животни век | Мандат — Изборни мандати | Мандат — Изборни мандати | Партија                                                               | Напомена |
| --------------------- | --------------------- | --------------------- | ----------- | ------------------------ | ------------------------ | --------------------------------------------------------------------- | --- |
| Председник парламента |                       |                       |             |                          |                          |                                                                       | |
| 1                     | Владимир Назор        | Владимир Назор        | 1876–1949   | 13. јун 1943.            | 19. јун 1949.            | Независни Члан ЈНОФ-а Југославије, касније Народни фронт Југославије. | 1943–45 Председник ЗАВНОХ-а (истовремено и шеф хрватске државе) 1945–46 Председник парламента. Од 26. фебруара 1946. је председник Президујума.                                                    |
| 2                     |                       | Карло Мразовић        | 1902–1987   | 1949.                    | 1952.                    | Савез комуниста Југославије                                           | |
| 3                     | Вицко Крстуловић      | Вицко Крстуловић      | 1905–1988   | 1952.                    | 1953.                    | Савез комуниста Југославије                                           | |
| 4                     | Златан Сремец         | Златан Сремец         | 1898–1971   | 26. фебруар 1953.        | децембар 1953.           | Савез комуниста Југославије                                           | Од укудања Президујума 6. фербруара 1953. формално је шеф хрватске државе као Председник парламента                                                                                                |
| 5                     | Владимир Бакарић      | Владимир Бакарић      | 1912–1983   | децембар 1953.           | децембар 1963.           | Савез комуниста Југославије                                           | Формално шеф хрватске државе као Председник Парламента. Најдужи мандат на месту Председника парламента. Раније је био Председник владе СР Хрватске.                                                |
| 6                     | Иван Стево Крајачић   | Иван Стево Крајачић   | 1906–1986   | децембар 1963.           | јун 1967.                | Савез комуниста Југославије                                           | Формално шеф хрватске државе као Председник парламента |
| 7                     | Јаков Блажевић        | Јаков Блажевић        | 1912–1996   | јун 1967.                | април 1974.              | Савез комуниста Југославије                                           | Формално шеф хрватске државе као Председник парламента |
| 8                     | Иво Перишин           | Иво Перишин           | 1923–2009   | април 1974.              | 1978.                    | Савез комуниста Југославије                                           | Након успостављања Председништва СР Хрватске 8. маја 1974. функција дејуре шефа државе је пренесена на тело. У једном мандату био је и председника Извршног већа, а и био је градоначелник Сплита. |
| 9                     | Јуре Билић            | Јуре Билић            | 1922–2006   | 1978.                    | 1982.                    | Савез комуниста Југославије                                           | |
| 10                    | Јово Грчић            | Јово Угрчић           | 1923–2005   | 1982.                    | 1983.                    | Савез комуниста Југославије                                           | |
| 11                    | Јово Грчић            | Милан Рукавина-Шаин   | 1926–1995   | 1983.                    | 1984.                    | Савез комуниста Југославије                                           | |
| 12                    | Иво Латин             | Иво Латин             | 1929–2002   | 1984.                    | 1985.                    | Савез комуниста Југославије                                           | |
| 13                    | Јосип Змајић          | Јосип Змајић          | 1917–1998   | 1985.                    | 1986.                    | Савез комуниста Југославије                                           | |
| 14                    | Анђелко Рунић         | Анђелко Руњић         | 1938–2015   | 1986.                    | 30. мај 1990.            | Савез комуниста Југославије                                           | |
| 15                    | Жарко Домљан          | Жарко Домљан          | 1932–2020   | 30. мај 1990.            | 7. септембар 1992.       | Хрватска демократска заједница                                        | Република Хрватска је прогласила независност у време мандата. |
| 15                    | Жарко Домљан          | Жарко Домљан          | 1932–2020   | 1990                     |                          | Хрватска демократска заједница                                        | Република Хрватска је прогласила независност у време мандата. |

## Од самосталности
| Број                                                     | Председник парламента | Председник парламента | Животни век | Мандат — Изборни мандати | Мандат — Изборни мандати | Партија                        | Напомена |
| -------------------------------------------------------- | --------------------- | --------------------- | ----------- | ------------------------ | ------------------------ | ------------------------------ | --- |
| Председници од самосталности (25. јун / 8. октобар 1991) |                       |                       |             |                          |                          |                                | |
| 1                                                        | Жарко Домљан          | Жарко Домљан          | 1932–2020   | 25. јун 1991.            | 7. септембар 1992.       | Хрватска демократска заједница | Остано на дужности након независности. |
| 1                                                        | Жарко Домљан          | Жарко Домљан          | 1932–2020   | 1990                     |                          | Хрватска демократска заједница | Остано на дужности након независности. |
| 2                                                        | Стјепан Месић         | Стјепан Месић         | 1934–       | 7. септембар 1992.       | 24. мај 1994.            | Хрватска демократска заједница | Био је био је последњи Председник Председништва СФРЈ као и Председник Владе Републике Хрватске, а касније и други Председник Републике Хрватске. |
| 2                                                        | Стјепан Месић         | Стјепан Месић         | 1934–       | 1992                     |                          | Хрватска демократска заједница | Био је био је последњи Председник Председништва СФРЈ као и Председник Владе Републике Хрватске, а касније и други Председник Републике Хрватске. |
| 3                                                        | Недељко Михановић     | Недељко Михановић     | 1930–2022   | 24. мај 1994.            | 28. новембар 1995.       | Хрватска демократска заједница | |
| 3                                                        | Недељко Михановић     | Недељко Михановић     | 1930–2022   | —                        |                          | Хрватска демократска заједница | |
| 4                                                        | Влатко Павлетић       | Влатко Павлетић       | 1930–2007   | 28. новембар 1995.       | 2. фебруар 2000.         | Хрватска демократска заједница | Кратко је вршио дружност Председника Републике Хрватске (за Туђмана до његове смрти 10. децембар 1999).                                          |
| 4                                                        | Влатко Павлетић       | Влатко Павлетић       | 1930–2007   | 1995                     |                          | Хрватска демократска заједница | Кратко је вршио дружност Председника Републике Хрватске (за Туђмана до његове смрти 10. децембар 1999).                                          |
| 5                                                        | Златко Томчић         | Златко Томчић         | 1945–       | 27. јануар 2000.         | 22. децембар 2003.       | Хрватска сељачка странка       | Кратко је вршио дружност Председника Републике Хрватске до инаугурације новог Председника (Стјепан Месић).                                       |
| 5                                                        | Златко Томчић         | Златко Томчић         | 1945–       | 2000                     |                          | Хрватска сељачка странка       | Кратко је вршио дружност Председника Републике Хрватске до инаугурације новог Председника (Стјепан Месић).                                       |
| 6                                                        | Владимир Шекс         | Владимир Шекс         | 1943–       | 22. децембар 2003.       | 11. јануар 2008.         | Хрватска демократска заједница | |
| 6                                                        | Владимир Шекс         | Владимир Шекс         | 1943–       | 2003                     |                          | Хрватска демократска заједница | |
| 7                                                        | Лука Бебић            | Лука Бебић            | 1937–       | 11. јануар 2008.         | 22. децембар 2011.       | Хрватска демократска заједница | |
| 7                                                        | Лука Бебић            | Лука Бебић            | 1937–       | 2007                     |                          | Хрватска демократска заједница | |
| 8                                                        | Борис Шпрем           | Борис Шпрем           | 1956–2012   | 22. децембар 2011.       | 30. септембар 2012.      | Социјалдемократска партија     | Умро је на дужности. |
| 8                                                        | Борис Шпрем           | Борис Шпрем           | 1956–2012   | 2011                     |                          | Социјалдемократска партија     | Умро је на дужности. |
| -                                                        | Јосип Леко            | Јосип Леко (в.д.)     | 1948–       | 27. јун 2012.            | 10. октобар 2012.        | Социјалдемократска партија     | Потпредседник Хрватског сабора који је вршио дружност Председника Сабора (за Шпрема до његове смрти 30. септембра 2012)                          |
| -                                                        | Јосип Леко            | Јосип Леко (в.д.)     | 1948–       | —                        |                          | Социјалдемократска партија     | Потпредседник Хрватског сабора који је вршио дружност Председника Сабора (за Шпрема до његове смрти 30. септембра 2012)                          |
| 9                                                        | Јосип Леко            | Јосип Леко            | 1948–       | 10. октобар 2012.        | 28. децембар 2015.       | Социјалдемократска партија     | |
| 9                                                        | Јосип Леко            | Јосип Леко            | 1948–       | —                        |                          | Социјалдемократска партија     | |
| 10                                                       | Жељко Реинер          | Жељко Реинер          | 1953–       | 28. децембар 2015.       | 14. октобар 2016.        | Хрватска демократска заједница | |
| 10                                                       | Жељко Реинер          | Жељко Реинер          | 1953–       | —                        |                          | Хрватска демократска заједница | |